# Cavernas de Longyou
As Cavernas de Longyou (chinês simplificado: 龙游石窟), também chamadas de Câmaras de Pedra Xiaonanhai (chinês simplificado: 小南海石室), são um grupo de vinte e quatro cavernas artificiais de arenito localizadas na colina de Fenghuang, próximo da vila de Shiyan Beicun, no rio Qu no condado de Longyou, prefeitura de Quzhou, província de Chequião, na China. Criadas há mais de 2 000 anos, não foram registradas em nenhum documento histórico e foram descobertas casualmente por agricultores em 1992.

## Descoberta

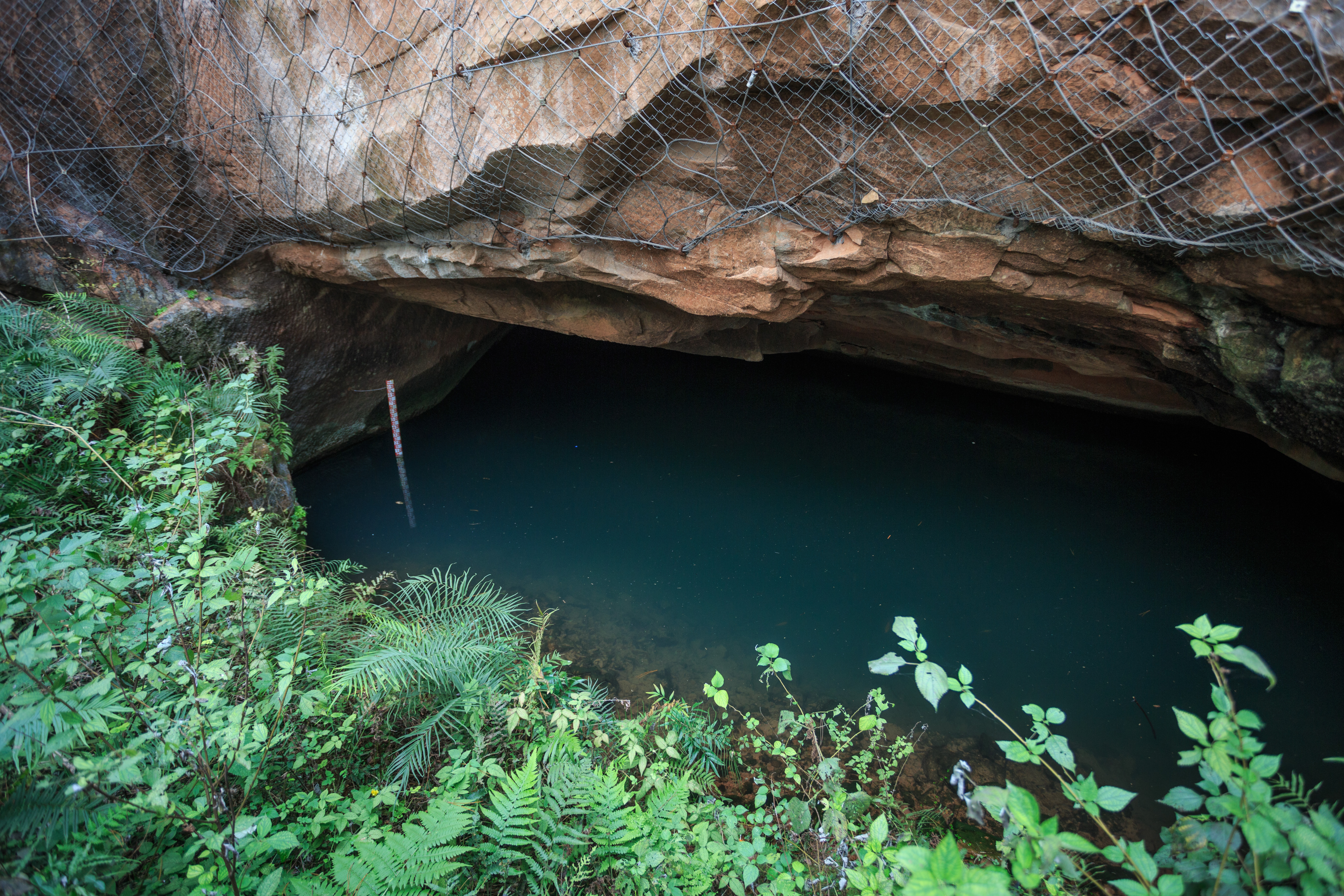
Aspecto de uma das grutas, ainda não drenada

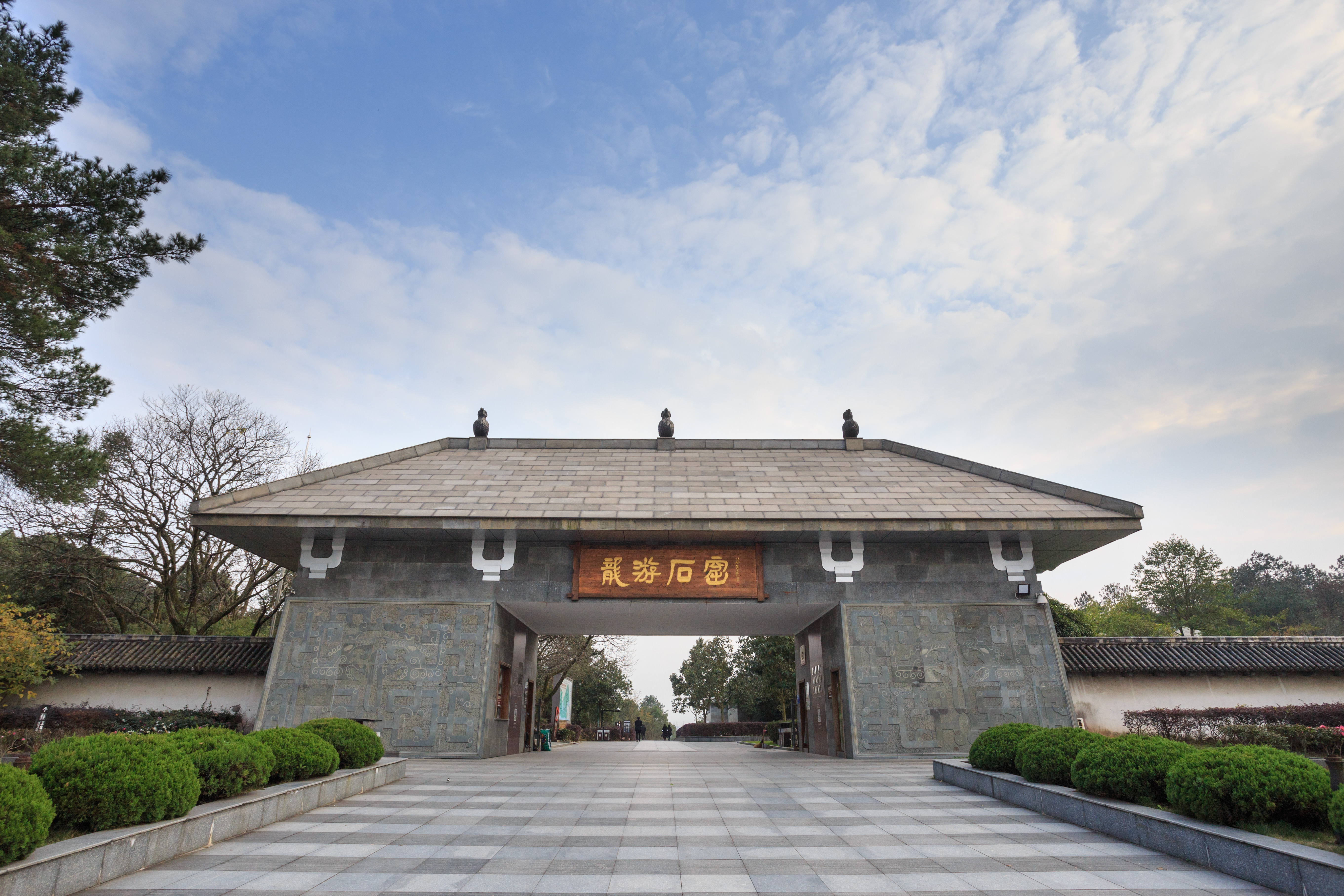
Vista da entrada do sítio histórico

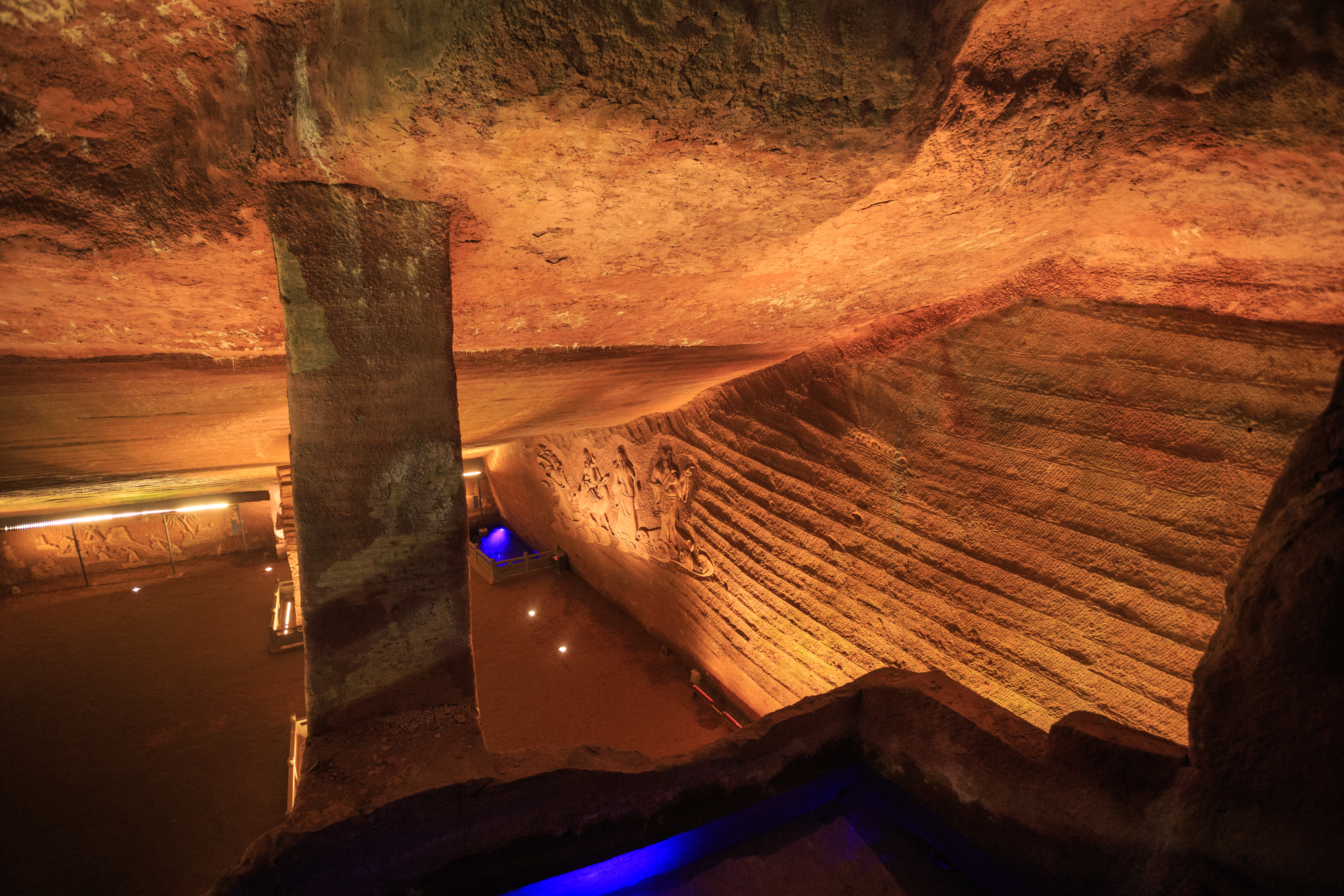
Interior de uma das cavernas

Em junho de 1992, quatro agricultores de Longyou encontraram as grutas quando drenavam a água de cinco pequenos lagos na sua aldeia e constataram que eram cinco grandes cavernas feitas pelo homem.  Uma investigação mais acurada revelou outras dezenove cavernas na região. Foi determinado que eles têm mais de 2 000 anos e não foram encontrados quaisquer registros de sua construção em nenhum documento histórico.
Uma estimativa aproximada é que para construir as cavernas foi removida uma quantidade de rocha igual a 1 milhão de m³ de detritos. Levando em conta a taxa média diária de escavação de uma pessoa, os cientistas calcularam que seriam necessárias pelo menos mil pessoas cavando dia e noite, sem parar, durante seis anos.
A Cerca de 200 km a noroeste do sítio existem as Grutas Huashan, nas margens do rio Qiantang, que lembram um pouco as Cavernas Longyou, mas provavelmente foram construídas mais de 1 500 anos depois, durante o final da Dinastia Ming (1552-1667 DC).

## Descrição
As cavernas são notáveis por vários aspectos, dentre os quais:
- São muito grandes, considerando sua origem artificial: têm uma área média superior a 1 000 m², atingindo alturas de até 30 m, e a área total delas supera os 30 000 m².
- As superfícies dos tetos, das paredes e dos pilares são todas acabadas da mesma maneira, com uma série de faixas ou fiadas paralelas com cerca de 60 cm de largura, contendo marcas de cinzelamento paralelas, colocadas em um ângulo de cerca de 60° em relação ao eixo da fiada.
- Mantiveram sua integridade estrutural ao longo dos séculos, e não se interconectam entre si.